# أيلول

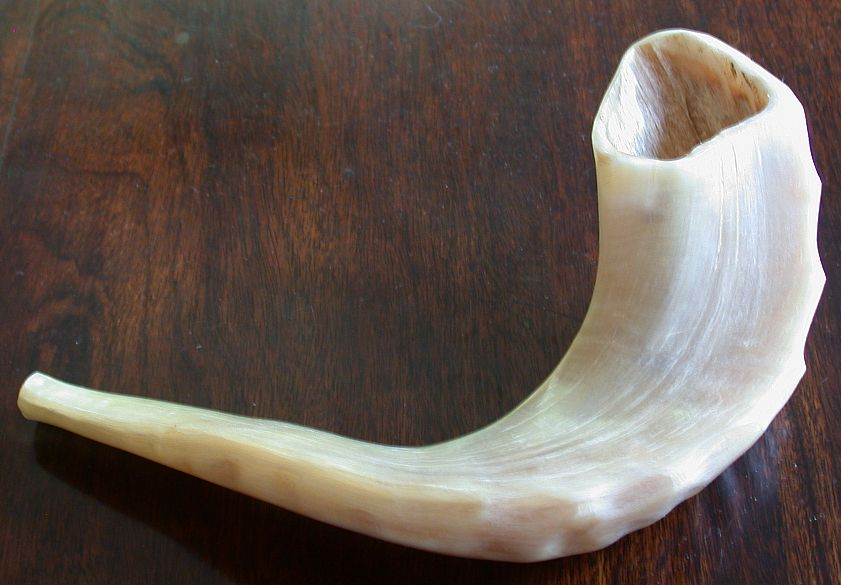
الشوفار يرمز لعيد رأس السنة العبرية عند اليهود في ايلول

أَيـْلُول هو الشهر التاسع (9) من شهور السنة الميلادية حسب الأسماء السريانية المستعملة في المشرق العربي. يقابله في التسمية الغربية شهر سبتمبر أو شتنبر.

## أيلول عند العرب
قال الأَزهري: العرب تقول: السنة أَربعة أَزمان، ولكل زمن منها ثلاثة أَشهر، وهي فصول السنة: منها فصل الصيف وهو فصلُ ربيع الكَلإِ آذارُ ونَيْسانُ وأَيّارُ، ثم بعده فصل القيظ حَزِيرانُ وتَموزُ وآب، ثم بعده فصل الخريف أَيْلُولُ وتَشْرِين وتَشْرين، ثم بعده فصل الشتاء كانُونُ وكانونُ وسُباطُ.

## في الشعر
غنّى الكثير من شعراء العرب عن أيلول وطقسه ولياليه, كقول أبي نواس:
وقال ٱبن المعتز في قصائد مختلفة:
وقال جحظة البرمكي:
وقال ٱبن عبد ربه:
وقال صفي الدين الحلي:
وقال ابن الرومي:

## في التراث
ارتبط أَيـْلُول بالتراث والحكايا الشعبية والأمثال في المشرق العربي. من الأمثال الشعبية المتداولة حول أَيـْلُول:
- أيلول دنبو مبلول
- بأيلول مدوا الجلول
- في آخر أيلول الصيف بزول
- إن هل أيلول بنزل الزيت في الزيتون
- أيلول ذيلو مبلول

## في الفن
غنت الفنانة فيروز لشهر أيلول في أغنية «ورقه الأصفر شهر أيلول.»